# José Marciano da Silva Pontes
José Marciano da Silva Pontes (Mariana, 22 de março de 1832 – 4 de novembro de 1887) foi um médico brasileiro.
Doutorado em medicina pela Faculdade de Medicina do Rio de Janeiro em 1863, defendendo a tese “Albumina – quais são as condições patológicas que a determinam”. Foi eleito membro da Academia Nacional de Medicina em 1864, com o número acadêmico 96, na presidência de Antônio Félix Martins.